# Chiropodomys karlkoopmani
Chiropodomys karlkoopmani es una especie de roedor de la familia Muridae.

## Distribución geográfica
Se encuentra sólo en Indonesia.

## Hábitat
Su hábitat natural son: los bosques subtropicales y tropicales áridos.

## Estado de conservación
Se encuentra amenazada de extinción por la pérdida de su hábitat natural.